# Мирокл Миланский
Мирокл (лат. Miroclus; умер в 316) — святой, епископ Миланский. День памяти — 30 ноября.
Выходец из благородной семьи, святой Мирокл был первым епископом Милана после обнародования Миланского эдикта. При нём, во времена императора Константина Великого, началось сооружение собора Basilica vetus, которое было продолжено при его последователе, святом Матерне.
Считается, что при нём были заложены основы амвросианских пения и литургии.
Святой Мирокл был участником собора в Риме 313 года и собора в Арле 314 года.